# Кларк, Анна
Анна Кларк (англ. Anne Clark; р. 14 мая, 1960 года; Лондон, Англия) — поэтесса, композитор и певица. Анна Кларк выступает также в группах Implant и Eyeless in Gaza.
Её экспериментальное музыкальное творчество, не имея чётких границ, охватывает жанры электронной, танцевальной (включая техно в отдельных случаях) и авангардной музыки, с вариациями в сторону романтической и оркестровой стилистики.
Кларк скорее не поёт, а декламирует. Она также играет на пианино и иногда аккомпанирует сама себе, смешивая звучание инструмента и голоса в неком нехарактерном стиле новой волны. Её поэзия во многом обращена к несовершенству человечества, повседневной жизни и политики. Для ранних работ была особенно характерна мрачная, меланхоличная атмосфера мировой скорби.

## Биография
Анна Кларк родилась от ирландки и шотландца. В 16 лет она окончила школу и пошла работать. Одной из работ была работа медсестры в психиатрической лечебнице. После этого она работала на лейбле Bonaparte Records, прониклась панк-роком, работала в театре Warehouse Theatre, где выступали такие группы как Siouxsie and the Banshees и The Damned. Она выступала с Полом Уэллером, Linton Kwesi Johnson, French & Saunders, The Durutti Column и Ben Watt из Everything but the Girl. Она экспериментировала с музыкой и лирикой и впервые появилась на сцене Cabaret Futura с Depeche Mode.
Анна Кларк выпустила свой дебютный альбом The Sitting Room в 1982 году.
В 2008 году в Германии выходит первый за 12 лет альбом The Smallest Act of Kindness с оригинальным материалом.
Сейчас Анна Кларк обитает в Норфолке, Англия, Великобритания.

## Члены группы
Текущие исполнители live:
- Anne Clark, Вокал
- Jeff Aug, Гитара
- Niko Lai, Барабаны & Перкуссия
- Murat Parlak, Пианино
- Jann Michael Engel, Виолончель

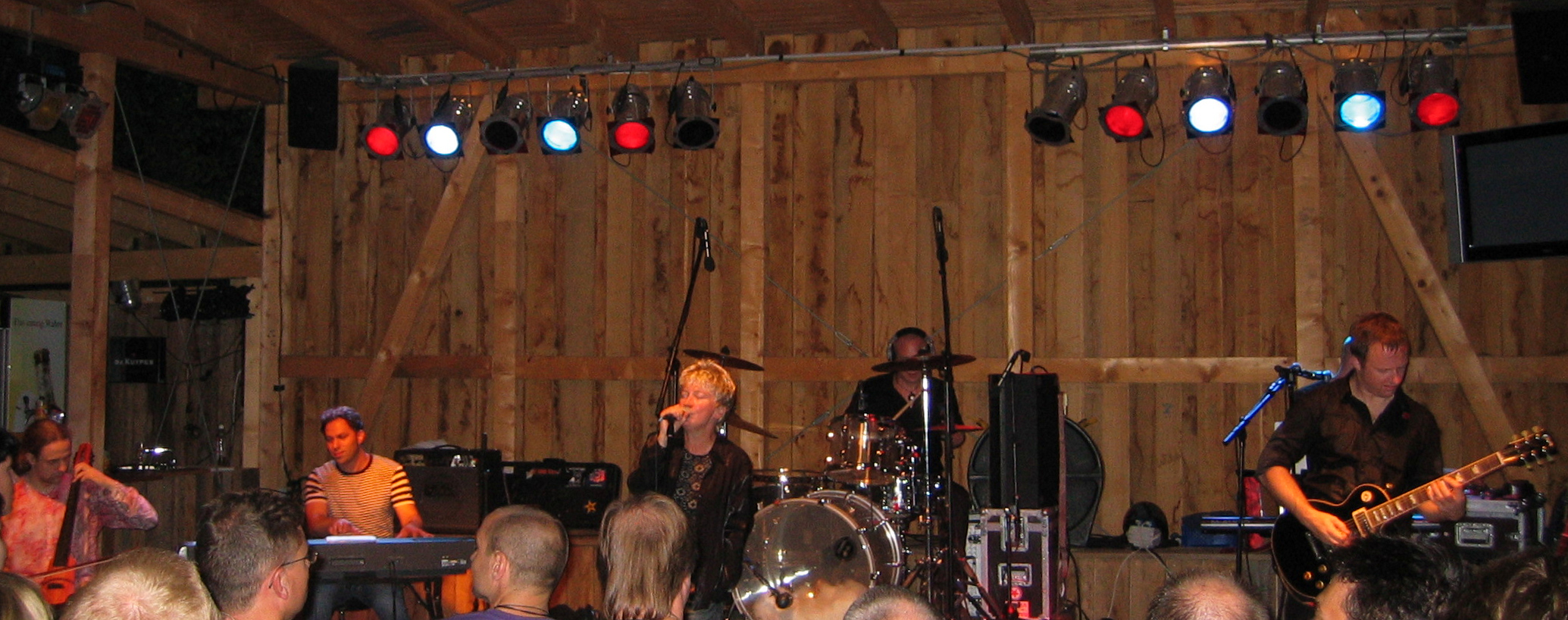
группа Anne Clark live 2008 (Слева направо): Jann Michael Engel, Murat Parlak, Anne Clark, Niko Lai, Jeff Aug

- Rainer von Vielen, Звуковые эффекты
- Xabec, aka Manuel G. Richter, Программирование

## Дискография

### LP

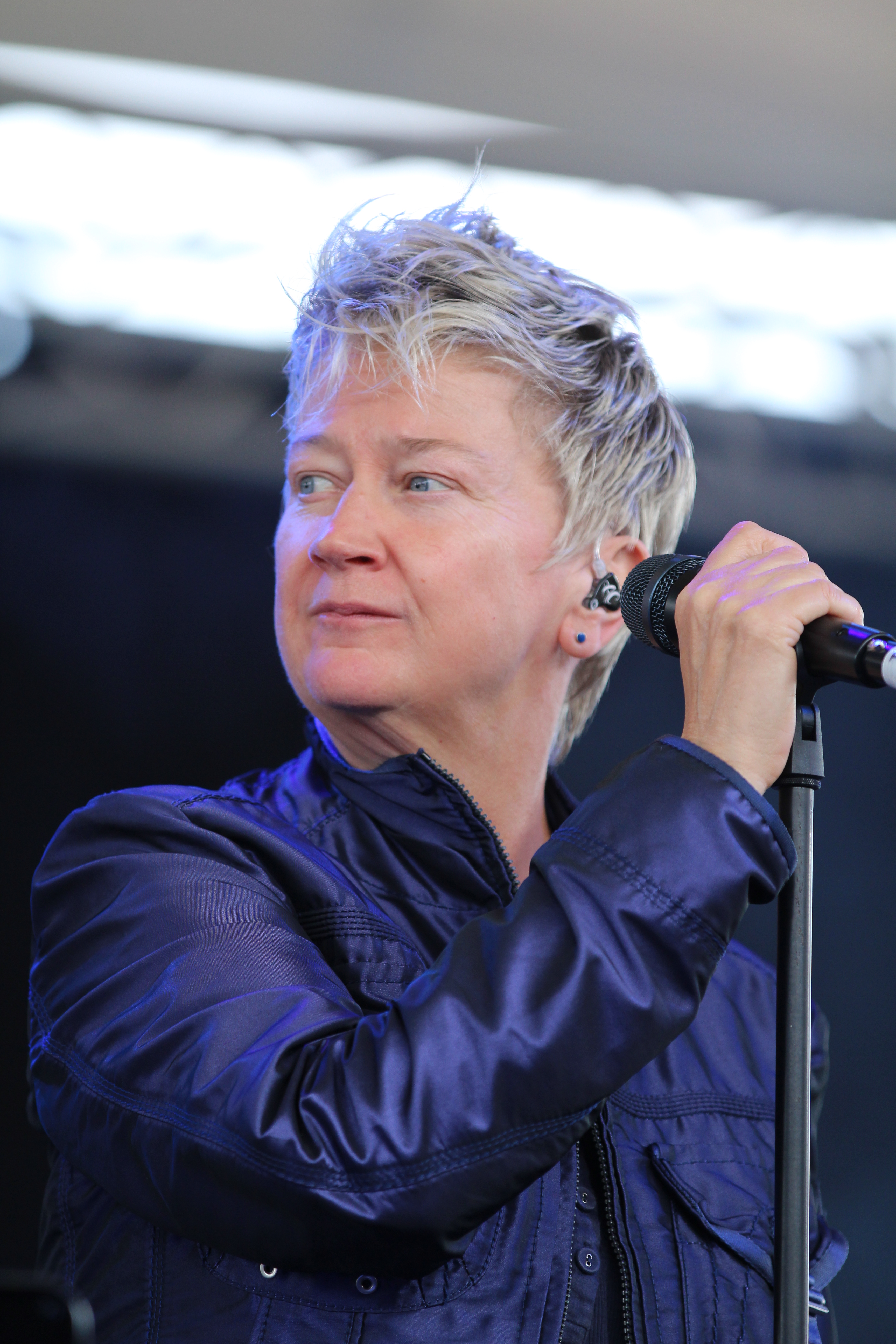
Anne Clark live на концерте, 2014

- 1982 — The Sitting Room (Великобритания: Red Flame, Германия: Virgin Schallplatten, позже: Virgin/EMI; LP)
- 1983 — Changing Places (Великобритания: Red Flame, Германия: Virgin Schallplatten, позже: Virgin/EMI; LP)
- 1984 — Joined Up Writing (Великобритания: Ink, позже: Virgin/EMI; EP)
- 1985 — Pressure Points (Великобритания: Ten, Германия: Virgin Schallplatten; позже: Virgin/EMI; LP)
- 1987 — Hopeless Cases (Великобритания: Ten; Германия: Virgin Schallplatten, позже: Virgin/EMI; LP)
- 1988 — R.S.V.P. (Великобритания: Ten; Германия: Virgin Schallplatten, позже: Virgin/EMI; LP — записан на концерте в музыкальном центре в Утрехте, в Нидерландах, 1987)
- 1991 — Unstill Life (SPV, позже: Virgin/EMI; LP/CD)
- 1993 — The Law Is An Anagram Of Wealth (Германия: SPV; CD)
- 1994 — Anne Clark and friends: Psychometry (SPV, later: Virgin/EMI; CD — Live в церкви Passionskirche в Берлине)
- 1995 — To Love And Be Loved (SPV, позже: Warner Chappell; CD)
- 1997 — Wordprocessing: The Remix Project (Columbia Europe/Sony BMG, позже: Warner Chappell; CD)
- 1998 — Anne Clark & Martyn Bates: Just After Sunset — Поэзия Райнера Марии Рильке (Labor/Indigo, позже: Warner Chappell, переиздание 2002: netMusicZone; CD)
- 2003 — From the Heart — Live in Bratislava (netMusicZone — записано live 17 ноября 2002 года)
- 2004 — Notes Taken, Traces Left (netMusicZone — Аудиокнига)
- 2008 — The Smallest Acts of Kindness (netMusicZone)

### EP
- 1984 — Sleeper in Metropolis (Rough Trade Германия)
- 1984 — Our Darkness (Red Flame)
- 1984 — Self Destruct (Германия: Ten)
- 1985 — Sleeper in Metropolis (Remix with David Harrow) (Великобритания: Ink)
- 1985 — Wallies (Великобритания: Ink)
- 1985 — Heaven (Великобритания: Ten; Германия: Virgin Schallplatten)
- 1986 — True Love Tales (Великобритания: Ink)
- 1987 — Hope Road (Великобритания: Ten)
- 1987 — Homecoming (Великобритания: Ten, Германия: Virgin Schallplatten)
- 1988 — Our Darkness/Sleeper in Metropolis/Self Destruct (Великобритания: Ink)
- 1990 — Abuse (Германия: SPV)
- 1991 — Counter Act (SPV)
- 1991 — Counter Act (Remixes) (SPV; single/EP)
- 1992 — If I Could/Our Darkness (Remix) (SPV)
- 1993 — The Haunted Road: Travelogue Mixes (SPV)
- 1994 — Elegy For A Lost Summer (SPV)
- 1994 — Elegy For A Lost Summer (Remix) (SPV)
- 1996 — Letter Of Thanks To A Friend (SPV; ремиксы Билла Ласвела)
- 1997 — Our Darkness ('97 Remixes) (Columbia Records/Sony BMG)
- 1997 — Sleeper In Metropolis ('97 Remixes) (Gang Go, Columbia Records/Sony BMG)
- 1998 — Wallies (Night of the Hunter) ('98 Remixes) (Columbia Records/Sony BMG)
- 2002 — Blank & Jones featuring Anne Clark: The Hardest Heart (Gang Go/Warner)
- 2003 — Sleeper In Metropolis 3000 (Gang Go/Warner)
- 2008 — Full Moon (netMusicZone)

### Сборники
- 1986 — An Ordinary Life (Великобритания: Great Expectations/Ink; 15 треков взяты из её первых трёх альбомов LP/CD)
- 1986 — Trilogy (Великобритания: Ink; сборник первых трёх альбомов без пары композиций с Joined Up Writing; CD)
- 1986 — Terra Incognita (Spain: Ink; LP)
- 1991 — The Last Emotion (Beehive Productions; 3 CD box set: The Sitting Room/Changing Places/Joined Up Writing)
- 1994 — The Best of Anne Clark (Великобритания: Beehive Productions)
- 1996 — Anne Clark: Nineties — a Fine Collection (Германия: Steamhammer, later: SPV; CD)
- 2003 — Dream Made Real (Noble Price/TIM)
- 2007 — Remix Collection (netMusicZone)

## Видео
- 1992 — Iron Takes the Place of Air: Live in Berlin (SPV; Live Video, VHS)